# Kanton Luynes
Luynes is een voormalig kanton van het Franse departement Indre-et-Loire. Het kanton maakte deel uit van het arrondissement Tours. Het werd opgeheven bij decreet van 18 februari 2014 met uitwerking op 22 maart 2015.

## Gemeenten
Het kanton Luynes omvatte de volgende gemeenten:
- Fondettes
- Luynes (hoofdplaats)
- La Membrolle-sur-Choisille
- Mettray
- Saint-Étienne-de-Chigny